# Метод Леблана

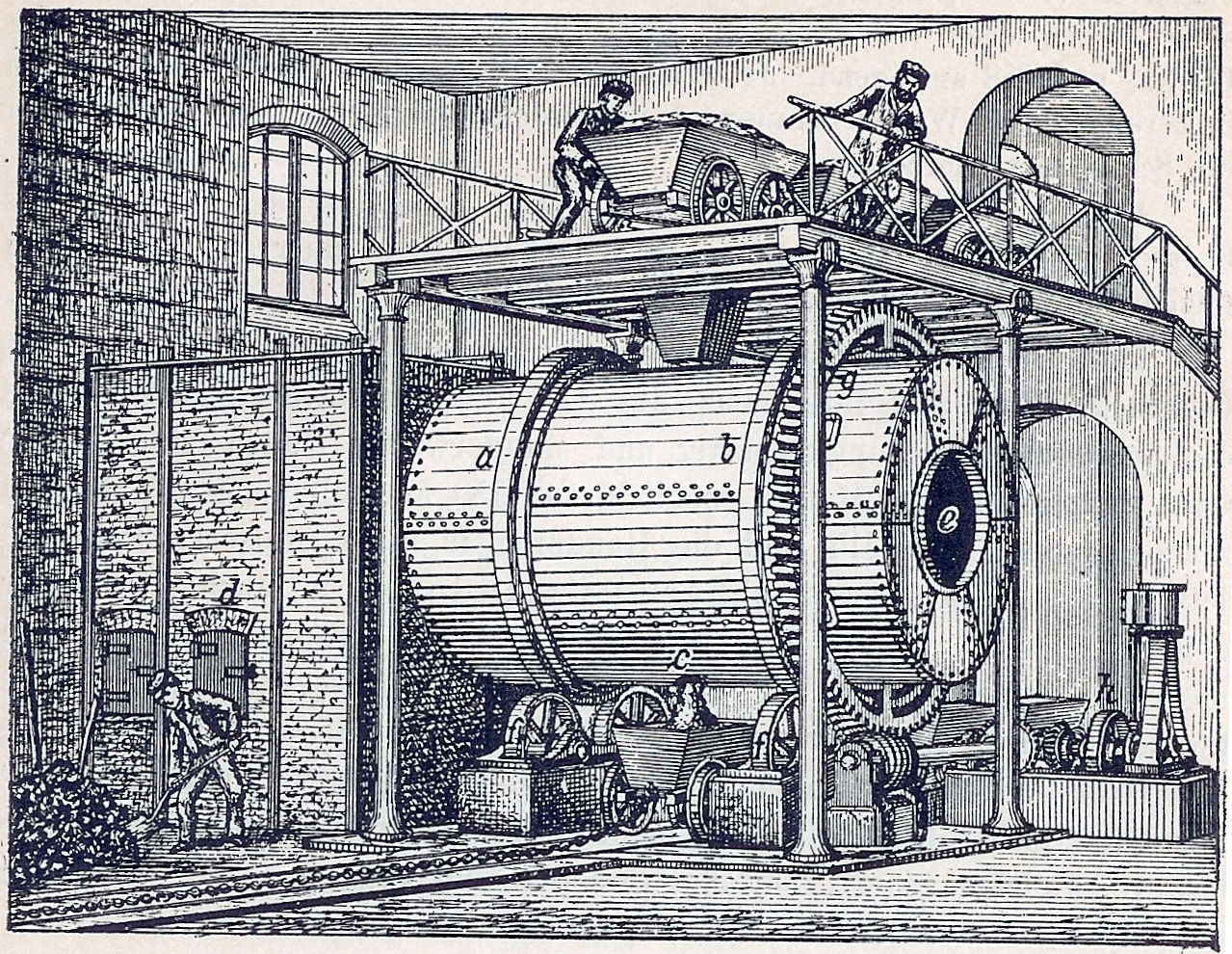
Циліндрична піч для виробництва за Лебланом

Ме́тод Лебла́на — метод промислового виробництва соди (карбонату натрію Na2CO3), розроблений французьким хіміком Ніколя Лебланом у 1791 році. Метод Леблана став першим з доступних способів отримання соди у великих масштабах: на першому заводі, відкритому в Сен-Дені, щодня її синтезувалося близько 300 кг.

Схематичний хід процесу виробництва

За цим способом проводили взаємодію хлориду натрію (кам'яної солі) із сульфатною кислотою, де утворювалися сульфат натрію і газуватий хлороводень:
2NaCl + H2SO4 → Na2SO4 + 2HCl
Сульфат спікали із вугіллям та вапняком, в результаті чого отримували суміш солей:
Na2SO4 + 2C + CaCO3 → Na2CO3 + CaS + 2CO2↑
Оскільки сульфід кальцію є малорозчинним, з нього вилуговували соду, а отриманий розчин упарювали до випадіння кристалів карбонату або його моногідрату. Однак отриманий в такий спосіб продукт мав досить низьку чистоту. Іншими недоліками процесу були високе споживання палива і значна кількість побічних продуктів, котрі спричинювали забруднення довкілля.
Із розробкою в 1861 році бельгійським хіміком Ернестом Сольве його методу синтезу соди з аміаку, метод Леблана став поступово втрачати своє значення. Його промислове застосування припинилося у 1923 році.